# 掛川市ステンドグラス美術館
掛川市ステンドグラス美術館（かけがわしすてんどぐらすびじゅつかん、英語:  Kakegawa Stained glass Museum）は、静岡県掛川市に所在する美術館。

## 概要

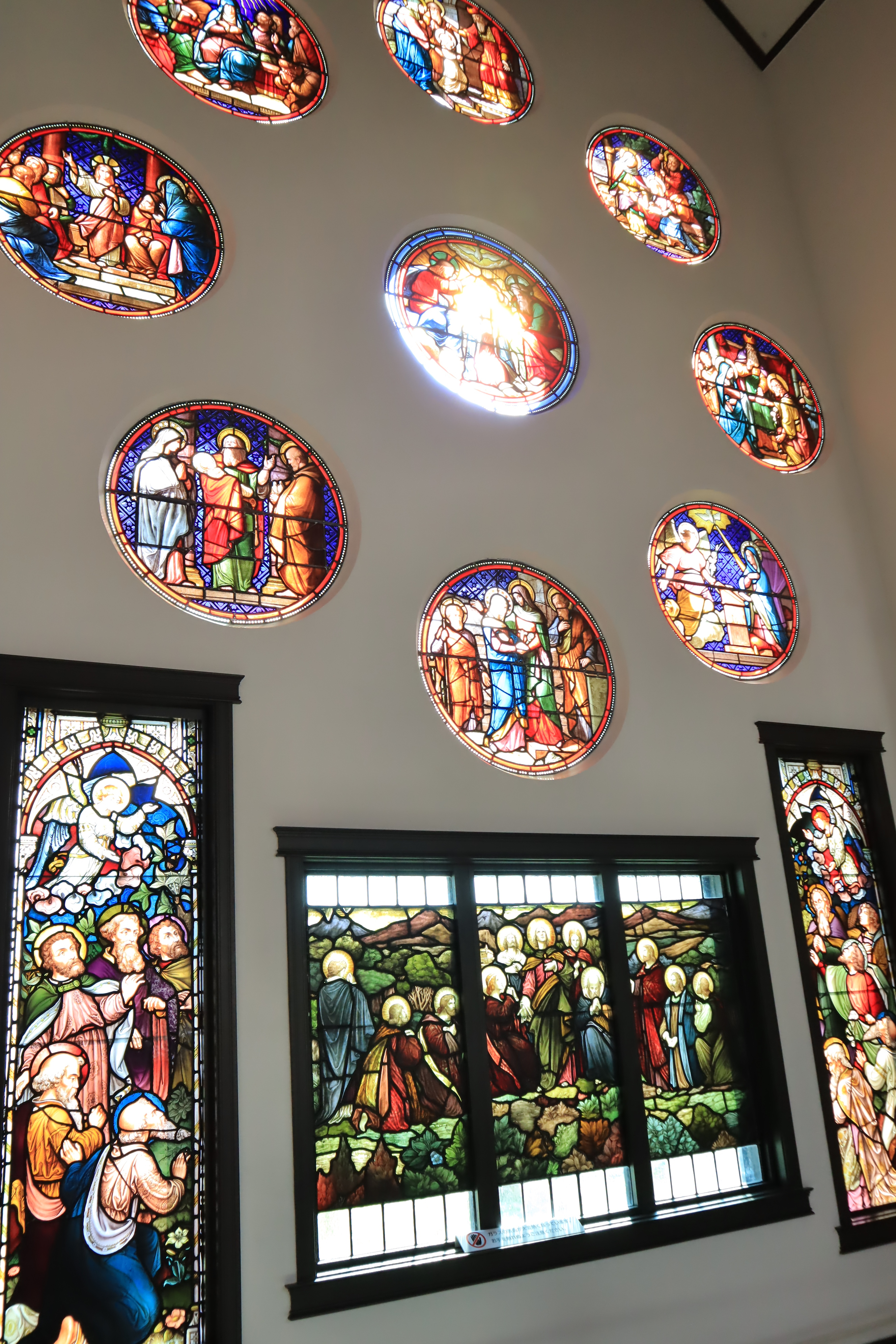
館内の収蔵品（掛川市役所観光・CP課により撮影）

静岡県掛川市掛川1140-1にある公立の美術館である。
2015年（平成27年）6月に19世紀イギリス、ヴィクトリア時代のステンドグラスなど約70点余り及び美術館建物の寄贈を受け設立した。
初代館長には日比野秀男が就任した。また、志田政人が顧問に就任した。
現在は公益財団法人である掛川市文化財団が運営している。

## 収集・展示
掛川市在住の耳鼻科医、鈴木政昭が掛川市に寄贈したイギリス、ヴィクトリア時代のステンドグラスなど約70点を収蔵・展示の中核としている。
なお、鈴木政昭は名誉館長に就任した。

## 主な所蔵品
- 聖母子（エッサイの樹） A.J.Dix(エー・ジェー・ディックス工房) 1900年～1910年頃　イギリス
- バンドロールを持つ天使 Heaton Butler and Bayne(ヒートン・バトラー&バイン工房) 1880年～1900年　イギリス
- 最後の晩餐 制作工房不詳 1870年～1900年頃　イギリス
- 聖女マグダラのマリア James Powell and sons(ジェームズ・パウエル&サンズ工房) 1900年～1925年頃　イギリス
- 受胎告知 Clayton and Bell(クレイトン&ベル工房) 1880年～1900年頃　イギリス
- 受胎告知 Shrigley and Hunt(シュリグリー&ハント工房) 1900年頃　イギリス
- 聖パウロの生涯 Clayton and Bell(クレイトン&ベル工房) 1880年～1890年頃　イギリス